# Muhammad Sadiq
Muhammad Sadiq (ur. 1 września 1934) – pakistański bokser.
Uczestniczył w Letnich Igrzyskach Olimpijskich, w 1976 roku, odpadł w drugiej rundzie w wadze muszej po przegranej walce z Giovannim Camputaro.